# Nationales und Soziales Aktionsbündnis Mitteldeutschland
Das Nationale und Soziale Aktionsbündnis Mitteldeutschland (NSAM) ist eines der überregionalen Koordinierungs- und Organisationsbüros bzw. Vernetzungsplattform der militanten neonazistischen Freien Kameradschaften, das in den Neuen Ländern Mecklenburg-Vorpommern, Brandenburg, Sachsen-Anhalt, Sachsen und Thüringen sowie in Berlin aktiv ist.

## Allgemeines und Geschichte
Das Besondere an Ostdeutschland ist, dass hier die Freien Kameradschaften auf eine wesentlich breitere rechte Jugendkultur als in Westdeutschland zurückgreifen können, die stellenweise sogar über kulturelle Hegemonie verfügt. Dies führt dazu, dass gerade hier häufig Kameradschaften aus nur gering organisierten Neonazis entstehen, welche als organisatorischer Zusammenhang nach kurzer Zeit wieder von der Bildfläche verschwinden. Dies bedeutet jedoch nicht, dass es hier keine gefestigten, seit längerem politisch arbeitenden Kameradschaften gibt. Zu nennen sind der „Thüringer Heimatschutz“ (THS), der „Selbstschutz Sachsen-Anhalt“ (SS-SA) oder die „Kameradschaft Germania“. Gleichzeitig kann aus dem großen Potenzial der anpolitisierten Kameraden und Kameradinnen immer wieder Nachschub für die gefestigten Kameradschaften rekrutiert werden. Die große Verbreitung einer rechten Jugendkultur begünstigte außerdem die Schaffung „National befreiter Zonen“.
In Ostdeutschland ist es oft nicht möglich, zwischen Freien Kameradschaften und der NPD/JN zu trennen. So war einer der Köpfe der „Freien Kameradschaften“ in Ostdeutschland, Steffen Hupka, bis zu seinem Parteiausschluss Ende 2001 jahrelang im NPD-Bundesvorstand als „Referatsleiter Schulung“ aktiv. Ein weiteres Beispiel ist der 2001 als Verfassungsschutzmitarbeiter aufgeflogene Tino Brandt, der ehemalige Landesvorsitzende der NPD Thüringen und gleichzeitig Kader des THS.
Wie die nord- und westdeutschen Kameradschaften führen auch die ostdeutschen Kameradschaften häufig Aufmärsche unter verschiedensten Mottos durch. Auch von hier werden eine Reihe von Internetseiten betrieben, so z. B. von Kameradschaften aus Weimar, Gera, Jena und Berlin.
Im Gegensatz zu den Freien Kameradschaften aus den übrigen deutschen Regionen pflegen die ostdeutschen Kameradschaften kaum öffentliche Kontakte zu rechtsextremen Strukturen der Nachbarländer. Jedoch ist bekannt, dass die verbotenen „Skinheads Sächsische Schweiz“ (SSS) Wehrsportübungen in Tschechien durchgeführt haben.
Birgit Rommelspacher fasste den Unterschied zum Westen so zusammen: 

„In Bezug auf unterschiedliche inhaltliche Schwerpunktsetzungen scheint es so zu sein, dass im Osten im Vergleich zum Westen eine ökonomisch motivierte Fremdenfeindlichkeit überwiegt während der Antisemitismus im Westen ausgeprägter ist – allerdings gleichen sich auch diese Daten in letzter Zeit immer mehr an, d. h. der Osten holt in Bezug auf Antisemitismus auf. Auch nationalistische Einstellungen werden im Westen stärker vertreten. Im Osten herrschten Aktion, Parolen und Gewalt vor, während im Westen die Ideologien und politische Strategien ausgedacht würden.“

## Funktionäre
Als bedeutende Funktionäre aus diesem Raum sind zu nennen:
- Oliver Schweigert, ehemals Mitglied der GdNF, Organisator von Aufmärschen und Veranstaltungen, Anti-Antifa Aktivist, Ordner bei Aufmärschen. Betreiber der Internetseite des Nationalen Widerstands Berlin-Brandenburg (NWBB)
- Mirko Appelt, aktiv im Selbstschutz Sachsen-Anhalt (SS-SA), Anmelder von Aufmärschen
- Gordon Reinholz, Kader des Märkischen Heimatschutz (MHS) Anmelder und Organisator von Aufmärschen
- Steffen Hupka
- Patrick Wieschke
- Thomas Gerlach

## Beispiele für Kameradschaften und überregionale Bündnisse

### Thüringer Heimatschutz (THS)
| Jahr | Mitglieder des THS |
| ---- | ------------------ |
| 1999 | 120                |
| 2000 | 160                |
| 2001 | 170                |

Der Thüringer Heimatschutz (THS) ist ein seit 1996/1997 aktiver Zusammenschluss von Freien Kameradschaften in Thüringen. Der THS definierte sich zunächst als Sammelbecken von sogenannten nationalen Sozialisten aus Ostthüringen (Rudolstadt, Saalfeld, Jena, Kahla, Weimar, Gera etc.) und hielt eher lockere Verbindungen zu überregionalen rechtsextremen Gruppen. Später bildete der THS den Dachverband aller thüringischen Kameradschaften, die sich wiederum teilweise in größeren Sektionen formieren. Die ursprüngliche Ausrichtung des THS übernahm der Kameradschaftsbund Ostthüringen, ebenso ist das Nationale und Soziale Aktionsbündnis Westthüringen (NSAW) als Sektion Eisenach eingegliedert.
Vorläufer des THS war die Anti-Antifa Ostthüringen, die 1994 erstmals in die Öffentlichkeit trat. In den 90er Jahren sollen unter den 140 Mitgliedern bis zu 40 V-Personen der Nachrichtendienste gewesen sein. Zwischen 1999 und 2001 umfasste die Organisation nach Schätzungen des Thüringer Verfassungsschutzes einen Kreis von 120 bis 170 Personen.
Der THS stellt das Bindeglied zwischen der militanten Neonaziszene, der NPD und der JN dar. Besonders enge personelle Verflechtungen bestehen zur NPD Thüringen. Zeitweise wurden vier der elf NPD-Kreisvorsitzenden vom THS gestellt, im Landesverband hatte der THS bis zu sieben Sitze. THS-Funktionäre sind zugleich NPD/JN-Mitglieder, die einen nicht zu unterschätzenden Einfluss ausüben (VS-Bericht Thüringen 2002). Enge Verbindungen bestehen außerdem zu Jenaer Burschenschaften wie der Jenensia und der im Dezember 1999 aus dieser heraus gegründeten Normannia Jena sowie zur Jungen Landsmannschaft Ostpreußen (JLO). Auf Veranstaltungen der genannten Burschenschaften traten THS-Mitglieder mehrfach als Ordner auf oder waren als Gäste zugegen.
Cheforganisator des THS war bis zu seiner Enttarnung als Mitarbeiter des Verfassungsschutzes Tino Brandt aus Rudolstadt, der ab 1999 als Landespressesprecher der NPD und ab 2000 als stellvertretender Landesvorsitzender arbeitete. Eine führende Rolle nehmen auch die beiden Jenaer André Kapke und Ralf Wohlleben ein, obwohl 2000 in einer Pressemitteilung des THS erklärt wurde, beide wären nie Mitglied das THS gewesen, da sie „strafrechtlich schon in Erscheinung getreten“ sind. Tatsächlich wurden beide im August 1999 wegen gemeinschaftlich begangener gefährlicher Körperverletzung und Nötigung von zwei jungen Frauen zu hohen Geldstrafen verurteilt. Beide waren Mitglied der NPD. Wohlleben war Vorsitzender des Jenaer NPD-Kreisverbandes, seit 1999 im Landesvorstand aktiv und seit 2002 stellvertretender Landesvorsitzender der NPD Thüringen.
Das logistische Zentrum des THS war 1997/98 eine angemietete Gaststätte in Heilsberg bei Saalfeld, wo im Oktober 1997 bei einer polizeilichen Durchsuchung das bis dahin größte Waffenlager in Thüringen entdeckt wurde.
Der Thüringer Heimatschutz verfolgt nach außen das Ziel, nichts mit rechtsradikalen und gewalttätigen Gruppen zu tun zu haben. Insbesondere der offiziell zugängliche Internetauftritt vertritt zwar nationalistische Ansichten, distanziert sich aber von Gewalt. Dies ist jedoch nur eine Tarnung. In geschützten Bereichen des Web-Auftrittes werden eindeutige Aufrufe zur Gewalt und zu möglichen Zielen gemacht.

#### Nationaler Widerstand Jena (NWJ)
Der Nationale Widerstand Jena (NWJ), zuvor Kameradschaft Jena, ist eher als Zusammenschluss mehrerer „national gesinnter“ Personen denn als eigenständige Organisation zu betrachten. Gleichzeitig sind die Mitglieder in anderen Organisationen oder Parteien aktiv, weshalb es sich als eine Art Bündnis verschiedentlich agierender Rechtsextremer bezeichnen lässt. Führend im NWJ ist André Kapke, einer der aktivsten Rechtsextremisten in Jena und Thüringen, der bereits in der Anti-Antifa Ostthüringen mitwirkte und sich auch im Thüringer Heimatschutz engagiert.
1997 wurde am Jenaer Theater ein Koffer mit einigen Gramm Sprengstoff, jedoch ohne Zünder, gefunden, der außen mit einem Hakenkreuz versehen war. Auch an anderen Stellen tauchten Bombenattrappen auf. Bei der Durchsuchung von drei Wohnungen und Garagen im Januar 1998 wurden unter anderem vier funktionsfähige Rohrbomben sowie rechtsextreme Materialien gefunden. Drei dringend der Herstellung von Bombenattrappen und Sprengkörpern verdächtige THS-Mitglieder – Beate Zschäpe, Uwe Mundlos und Uwe Böhnhardt – konnten jedoch untertauchen und verübten bis zu ihrer Eigenenttarnung bzw. mutmaßlichen Selbsttötung am 4. November 2011 von Zwickau aus als Nationalsozialistischer Untergrund (in den Medien auch als Zwickauer Trio bezeichnet) eine brutale Mordserie in ganz Deutschland. Eine weitere diesen beiden Kreisen zuzurechnende Person, Holger G., wurde am 13. November 2011 in Lauenau bei Hannover festgenommen. Ein weiterer Jenaer Rechtsextremist sprengte sich beim Versuch der Bombenherstellung selbst in die Luft. Ebenfalls in Untersuchungshaft befinden sich Wohlleben und der Betreiber eines Versandhandels Andre E.

#### Kameradschaft Gera
Zu den Führungskadern der Kameradschaft Gera, zuweilen mit dem Zusatz Nationale Sozialisten, gehört Jörg Krautheim, ehemaliges Mitglied des Landesvorstandes der Thüringer NPD. Gegen ihn und weitere Kameradschaftmitglieder wurde im Jahr 2000 nach einem Anschlag auf ein islamisches Gebetshaus in Gera ermittelt. Neben Krautheim waren zwei weitere Mitglieder der Kameradschaft Gera, Jan Stöckel und Martin Rühlemann, seit Mai 2000, im Landesvorstand der NPD. Krautheim und Stöckel kandidierten bereits 1999 auf deren Landtagswahlliste.

#### Nationale Sozialisten Altenburger Land
Die Kameradschaft Nationale Sozialisten Altenburger Land wurde Ende 2004 von dem bundesweit aktiven Neonazi Thomas Gerlach gegründet. Die Gruppe, die laut Angaben des Verfassungsschutzes etwa 15 Personen umfasst, tritt auch unter den Bezeichnungen Bürgerinitiative Schöner Wohnen Altenburger Land oder Initiative – Meinungsfreiheit auch für Deutsche auf. 2005 beteiligte sie sich mehrfach an den Montagsdemonstrationen gegen Sozialabbau und führten mehrere eigene Veranstaltungen durch. Am 20. Mai 2006 gestaltet die Kameradschaft den 5. Thüringentag der nationalen Jugend in Altenburg.

#### Nationaler Widerstand Weimar (NWW) und Braune Aktionsfront Thüringen (B.A.F.)
In Weimar sind seit personell weitgehend identische Kameradschaften, der Nationale Widerstand Weimar (NWW) und die Braune Aktionsfront Thüringen (B.A.F.) aktiv. Bei einer polizeilichen Durchsuchung der Wohnungen von zwölf Rechtsextremisten wurden am 28. Oktober 2004 Schreckschuss- und Luftdruckwaffen, Baseball- und Totschläger, diverse CDs mit rechtsextremistischer Musik sowie Hakenkreuzfahnen sichergestellt. Inzwischen haben sich beide Kameradschaften unter dem Namen B.A.F. zusammengeschlossen. Die führenden Köpfe sind Sandra Ziegler, auch aktiv im Nationalen Mädelbündnis Weimar, und Martin Rühlemann, NPD-Kreisvorsitzender von Weimar und Mitglied des NPD-Landesvorstandes in Thüringen. Weiterhin wurden drei Nationale Stadtrundgänge in Weimar organisiert, die nach eigener Darstellung der „Besichtigung der unzähligen deutschen Kulturgüter“ in Weimar und der Weiterbildung dienen sollten. Die Veranstaltungen fanden jedoch statt, um so genannte Systemknechte zu diffamieren. Zusätzlich veranstalteten Angehörige der Gruppen Montagsdemonstrationen in Weimar, die sich gegen die Agenda 2010 und Hartz IV richten sollten.

#### Nationales und Soziales Aktionsbündnis Westthüringen (NSAW)
Das Nationale und Soziale Aktionsbündnis Westthüringen (NSAW) wurde offiziell am 23. Juni 2000 als Zusammenschluss der Kameradschaften Eisenach, Unstrut-Hainich und Bad Liebenstein sowie des Nationalen Widerstands Schmalkalden und des Anti-Antifaschistischen Komitees Eisenach gegründet. Später gliederten sich auch noch Gruppen aus Bad Salzungen, Friedrichroda (Skinheadclub 88 unter Führung von Michael Burkert), Gotha (Nationaler Widerstand), Nordhausen und mehreren kleineren Ortschaften dem Bündnis an. Es verstand sich als organisationsübergreifende „gemeinsame Plattform für alle ‚nationalpolitischen‘ Kräfte in  Westthüringen“ und bildete praktisch vor allem einen Vernetzungspunkt für „Freie Kameradschaften“ der Region. Vor allem sollte es helfen, öffentliche Aktivitäten zu koordinieren und „Aufklärung zu leisten“. Das NSAW gliedert sich als Sektion Eisenach in den Thüringer Heimatschutz (THS), den Dachverband aller thüringischen Kameradschaften, ein, behielt dabei aber eine gewisse Autonomie.
Gründer, treibende Kraft und Pressesprecher ist Patrick Wieschke (* 1981) aus Eisenach, der gleichzeitig auch Anführer und Pressesprecher der aktivsten Teilorganisation, der Kameradschaft Eisenach (KamESA) und mit verwobenen Kleinstgruppen wie der AG Propaganda ist. Das NSAW verteilte im Juli 2000 ein antisemitisches Rundschreiben des Rechtsterroristen Manfred Roeder an 2000 Eisenacher Haushalte. Außerdem wurde es bekannt durch rassistische Hetze gegen die Einrichtung eines Flüchtlingsheimes in der Stadt Schmalkalden im September 2000 und gegen die im Landkreis Gotha lebenden Asylbewerber und mehrere Aktionen gegen ein in der Stadt geplantes Asylbewerberheim im Jahr 2002.
Während des Haftaufenthaltes des führenden Kopfes, Patrick Wieschke, zwischen Juni 2002 und Mai 2004 zählte die Organisation noch ca. 40 Anhänger, war aber nach Einschätzung des Thüringer Verfassungsschutzes „weitgehend inaktiv geblieben“. Leiter bzw. Sprecher des NSAW war zu dieser Zeit Marco Polzius aus Nordhausen. In einem Beitrag des ZDF im Herbst 2002 bekannte dieser, das NSAW würde sich auf eine Stufe mit der Waffen-SS stellen. Als Ziel wird der Kampf für die Wiederbelebung des Deutschen Reiches genannt.
Im Gegensatz zu den ostthüringischen Kameradschaften sind in den im NSAW organisierten westthüringischen Kameradschaften die Verbindungen zur NPD/JN eher sporadisch und lose. Wieschke, der bis zum stellvertretenden Landesvorsitzenden der Jungen Nationaldemokraten Thüringen aufgestiegen war, trat im Januar 2002 von diesem Posten zurück und aus der NPD aus. In einer Presseerklärung führte er als Gründe hierfür „reaktionäre und rückwärts gewandte Tendenzen im NPD-Kreisverband Wartburgkreis sowie das derzeitige Verhalten des NPD-Bundesvorstands gegenüber kritischen Parteimitgliedern und ‚Freien Nationalisten‘ an“. Zwar gab und gibt es Differenzen zwischen beiden Flügeln, doch überwiegen die Gemeinsamkeiten und die Zusammenarbeit.
Seit der Rückkehr aus einer verbüßten Haftstrafe ist Partick Wieschke wieder in der NPD tätig und bekleidet die Posten des Landesgeschäftsführers und stellvertretenden Kreisvorsitzenden der NPD im Wartburgkreis. Seither ist eine zunehmende inhaltliche Verquickung mit der NPD zu beobachten.
Seit Januar 2006 treten Mitglieder des NSAW in Eisenach und Umgebung unter der Bezeichnung AG Bürgerbeteiligung wieder verstärkt in Erscheinung. Über eine Internetseite und den Wartburgkreis-Boten wird, im Gegensatz zum früheren, auf ein unauffälligeres Auftreten mit einem heimatbezogenen, kommunalen Erscheinungsbild gesetzt. Hierbei wurde auf kommunaler Ebene der Wahlkampf der NPD um den Einzug in den Thüringer Landtag 2009 aktiv begleitet.

#### Mädelring Thüringen (MRT)
Der Mädelring Thüringen ist eine der wenigen reinen Mädelkameradschaften, nach eigenem Bekunden auf der Website „ein Zusammenschluss aktiver nationaler Sozialistinnen, die den Befreiungskampf, speziell in Thüringen, unterstützen möchte(n)“. Als Logo verwendet der Mädelring eine Kombination von Midgardschlange und Schwarzer Sonne als „Symbol für die reiche Kultur der europäischen Völker“. Die Organisation ist seit 2004 durch eigene Demonstrationen wie am 27. November 2004 in Apolda oder durch Infostände wie beim Fest der Völker in Jena präsent.

#### Ilmkreis National (IK National)
Die Kameradschaft Ilm-Kreis National um den Arnstädter Neonazi-Kader Sven Geyer trat zum ersten Mal bei der rechtsextremen Koordinierungsveranstaltung von NPD und Freien Kameradschaften am 4. Dezember 2004 in Sondershausen öffentlich auf. Hauptprojekt ist ein unregelmäßig erscheinendes, amateurhaftes Zeitungsprojekt gleichen Namens. IK National organisierte seither mehrere Kundgebungen, Rechtsrock-Konzerte und eine Veranstaltung mit dem Rechtsterroristen Peter Naumann mit einem geschichtsrevisionistischen „Gedenken an die Opfer des Nürnberger Prozesses“.

### Selbstschutz Sachsen-Anhalt (SS-SA)
- Weiße Offensive Halle/Saale (WOH)
- Ostara-Skinheads Sangerhausen
- Sachsen-Anhalt-Front (SAF)
- Weiße Bruderschaft (Merseburg)
- Skinheads Ostelbien-Pretzien (Raum Schönebeck/Elbe)
- Kameradschaft Schwarze Division (Region Burg)
- Freie Nationalisten Dessau-Anhalt
- Nationalisten Köthen
- Kameradschaft Wernigerode
- Kameradschaft Salzwedel
- Kameradschaft Gardelegen/Jungsturm Gardelegen
- Kameradschaft Blankenburg/Quedlinburg
- Kameradschaft Magdeburg/Festungsstadt
- Kameradschaft Schönebeck
- Kameradschaft Tangerhütte
- Kameradschaft Klötze
- Kameradschaft Wittenberg

### Skinheads Sächsische Schweiz (SSS, 2001 verboten)
Siehe Artikel dazu.

### Nationaler Widerstand Berlin-Brandenburg (NWBB)

#### Kameradschaft Germania Berlin
Die KS Germania organisierte im Februar 2001 einen Kameradschaftsbund Germania, dem fünf Berliner Kameradschaften (Germania, Pankow, Preußen, Tor Berlin und Hohenschönhausen) angehörten, doch zerbrach bereits im August 2001 der Bund am ultimativen Führungsanspruch der Kameradschaft Germania.

#### Kameradschaft Tor und Berliner Alternative Süd-Ost (Berlin)
Die beiden Neonazi-Organisationen Kameradschaft Tor (KS Tor, Berlin-Lichtenberg) inklusive ihrer Mädelgruppe und Berliner-Alternative-Süd-Ost (Baso, Berlin-Treptow/Köpenick) wurden am 9. März 2005 durch den Berliner Innensenator Ehrhart Körting verboten. Beiden Gruppen gehörten je 10 bis 15 meist junge Neonazis an. Das Verbot wurde  mit der Wesensverwandtschaft zum Nationalsozialismus und einer aggressiv-kämpferischen Haltung der Gruppen begründet. Als Beweise für diese Haltung dienten Plakate, auf denen sie SA-Führer, Adolf Hitler und Horst Wessel verherrlichten, die Anmeldung einer Demonstration und ein lebensgefährlicher Übergriff auf einen vietnamesischen Imbissbetreiber im April 2004. Mit Verbot der genannten Organisationen fällt nun auch wie beispielsweise bei Landser-Merchandising-Produkten die Verbreitung von deren Propagandamaterial unter das „Verbreiten von Propagandamitteln verfassungsfeindlicher Organisationen“ (§86) und kann damit strafrechtlich relevant werden. Im Vorfeld des Verbotes hatten beide Gruppen monatelang den Polizeidirektor für den Berliner Südosten, Michael Knape, mit Telefonanrufen schikaniert, auf offener Straße bedroht und sogar Steckbriefe von ihm in seiner Wohngegend aufgehängt.
Ein Teil der ehemaligen Mitglieder der verbotenen Kameradschaften hat sich in der Kameradschaft Freie Kräfte Berlin neu organisiert.

#### Lausitzer Aktionsbündnis (LAB)
Das Lausitzer Aktionsbündnis ist ein Kameradschaftsnetzwerk im Süden Brandenburgs. Mitglieder dieser Vereinigung sind, laut brandenburgischen Verfassungsschutz, u. a. die Gesinnungsgemeinschaft Südost Brandenburg, die Lausitzer Aktionsfront Guben und Sturm Cottbus. Leitendes Mitglied ist Sebastian Richter aus Hoyerswerda.
Auffällig ist die LAB nur in der Lausitz und im südlichen Spreewald. Dort klebt sie vor allem Plakate, hält Saalveranstaltungen und Demonstrationen ab. Das Aktionsbündnis wirbt öffentlich, auf ihrer Homepage, für die NPD, die in Brandenburg strukturell sehr schwach ist, aber zu großen Teilen personelle Überschneidungen in ihrer Partei und in brandenburgischen Kameradschaften hat. Des Weiteren verlinkt sie das „Kampfblatt“ des Märkischen Heimatschutzes (die Mitteldeutsche Jugend Zeitung) und die Schulhof-CD.

#### Märkischer Heimatschutz (MHS)
Aufgelöst am 4. November 2006.

#### Gesinnungsgemeinschaft Süd-Ost Brandenburg (GGSOBB)
Im September 2006 Einstellung der Homepage mit Verweis auf evtl. Umorganisation.

#### ANSDAPO
Die ANSDAPO, teilweise auch ausgeschrieben Alternative Nationale Strausberger Dart-, Piercing und Tattoo-Offensive, war eine im Jahr 2005 wegen „geistiger Nähe zum Nationalsozialismus“ verbotene Neonazi-Kameradschaft in Brandenburg.
Ihr Erkennungszeichen war eine Schwarze Sonne mit dem Schriftzug ANSDAPO. Der Name weist dabei nicht nur Ähnlichkeiten mit der historischen NSDAP auf, sondern auch mit der NSDAP-Aufbauorganisation des Amerikaners Gary Laucks. Laut brandenburgischem Verfassungsschutz stellt die Schwarze Sonne in der rechtsextremen Szene ein Ersatzsymbol für die verbotene Doppelsig-Rune der SS dar. Als weiterer Beweis für diese These wird das Mosaik der Schwarzen Sonne auf der SS-Ordensburg auf der Wewelsburg angeführt.